# 崔神基
崔神基（?—?），贝州武城县（今河北省衡水市故城县）人，武周时代同鳳閣鸞臺平章事（宰相）。
其父崔义玄为唐初名臣，曾经支持唐高宗立武则天为皇后。崔义玄死后，崔神基袭清丘县公之爵。
692年八月十六，司賓卿崔神基被武则天任命为同鳳閣鸞臺平章事。九月廿二，他和其他的宰相李游道、王璿、袁智弘、李元素还有春官侍郎孔思元、益州长史任令輝，被酷吏王弘义诬陷。一起流放到了岭南。唐中宗复位，崔神基为大理卿。崔神基弟崔神庆。